# Б'янка Волкден
Б'янка Волкден (англ. Bianca Walkden, нар. 29 вересня 1991) — британська тхеквондистка, бронзова призерка Олімпійських ігор 2016 та 2020 року.

## Виступи на Олімпіадах
| Олімпіада           | Дисципліна  | Місце |
| ------------------- | ----------- | ----- |
| Ріо-де-Жанейро 2016 | понад 67 кг | 3     |
| Токіо 2020          | понад 67 кг | 3     |

## Зовнішні посилання
- Б'янка Волкден — олімпійська статистика на сайті Sports-Reference.com (англ.) (архівна версія)